# Nicolas Kiesa
Nicolas Kiesa, (născut la data de 3 martie 1978, în Copenhaga, Danemarca) este un pilot de curse care a concurat în Campionatul Mondial de Formula 1 în sezonul 2003.

## Cariera în Formula 1
| Sezon | Echipă                    | Număr puncte | Loc clasament general |
| ----- | ------------------------- | ------------ | --------------------- |
| 2003  | European Minardi Cosworth | 0            | -                     |
| 2005  | Jordan Grand Prix         | Pilot teste  | -                     |